# Šlezijski cmoki
Šlezijski cmoki (nemško: Schlesische Kartoffelklöße, Poljsko: kluski śląskie, Šlezijsko: gumiklyjzy, Silesian German: schläsche Kließla) so krompirjevi cmoki, tradicionalni za poljsko in nemško Šlezijo. Imenujejo jih tudi białe kluski   ("beli cmoki").

## Priprava
Testo za bele cmoke naredimo iz vnaprej skuhanega,  nato pa zmečkanega (piriranega) krompirja (zmerno ohlajenega, a še vedno toplega), krompirjeve moke in nekaj soli . Razmerje krompir proti moki je približno 3: 1 ali 4: 1. V nekaterih receptih lahko testu dodamo celo jajce   (to pomaga cmoke oblikovati, če se pire krompir preveč ohladi in je težko delati s testom).
Cmoke lahko oblikujemo na dva načina. Prvi način je, da jih z nožem režemo iz testa.  Drugi način je, da jih samo ročno povaljamo iz testa in sploščimo. Na koncu naredimo še s palcem vdolbino za omako.  Cmoke nato kuhamo v slani vodi, dokler ne priplavajo na površje.
- Krompir in moka za pripravo v testa
- Krompir najprej zmečkamo
- Cmoke izoblikujemo iz testa
- Oblikovanje cmokov (drugače)

## Na mizi
Jed, iz cmokov, ocvrte goveje rulade z bogato omako in kuhanega rdečega zelja, je (ali je bila nekoč) ob nedeljah obvezno kosilo v marsikateri tradicionalni šlezijski družini. Preostale cmoke lahko za večerjo pogrejemo ali ocvremo (kot krompir) in pojemo z omako ali maslom.